# Németországi népszámlálások listája
A németországi népszámlálások listája 1834-től kezdve tartalmazza a németországi népszámlálások eredményét.

## Német Vámunió(Zollverein)
1834 és 1867 között a Német Vámunió három évente hajtott végre népszámlálásokat a tagországokban, ezzel határozták meg a vámelszámoláshoz szükséges népességarányokat. A népszámlálás időpontját december 3-ára tűzték ki, mert ilyenkor a népesség legnagyobb része otthon tartózkodott. Az eredetileg 1870-re tervezett népszámlálást a porosz–francia háború miatt el kellett halasztani.
A vámunió területe és az ehhez tartozó népesség az egyes időpontokban:

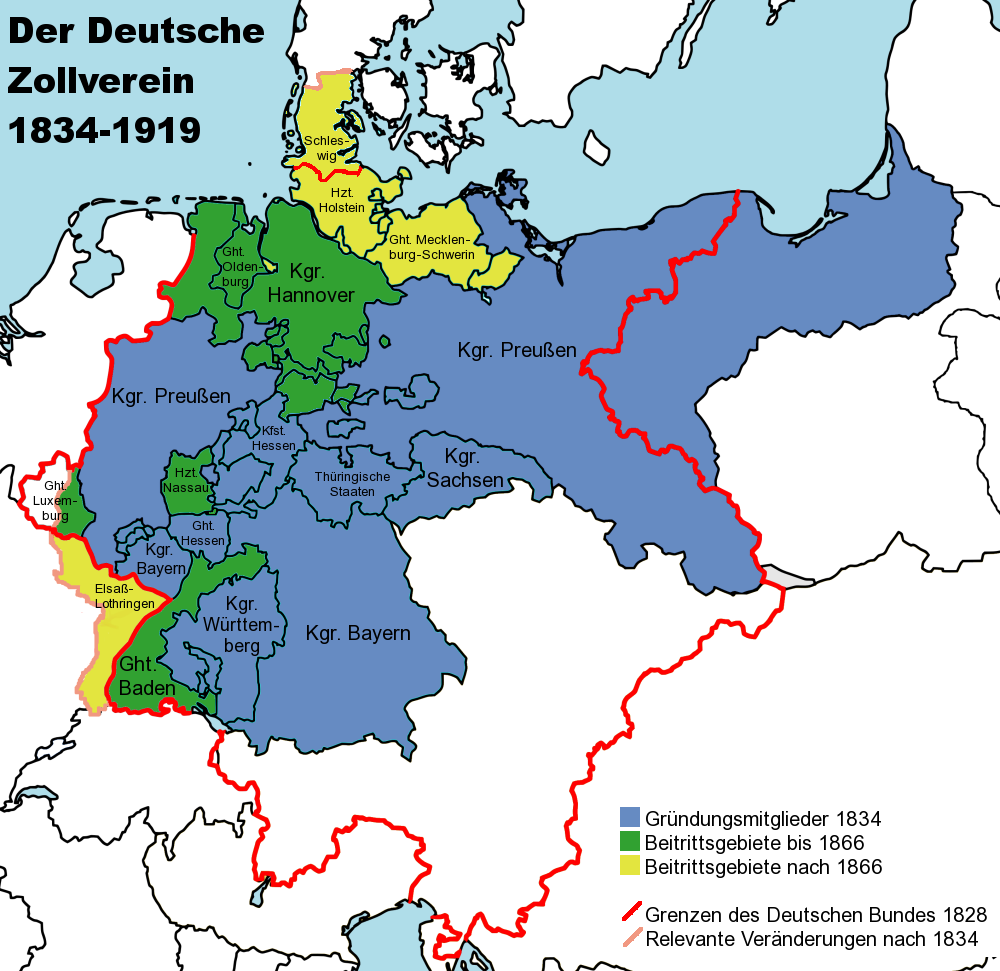
A Német Vámunió területének alakulása

| Dátum             | Terület (km²) | Lakosság (fő) | Népsűrűség (fő/km²) |
| ----------------- | ------------- | ------------- | ------------------- |
| 1834. december 3. | 420 301       | 23 478 120    | 56                  |
| 1837. december 3. | 439 420       | 26 008 973    | 59                  |
| 1840. december 3. | 439 420       | 27 142 116    | 62                  |
| 1843. december 3. | 447 507       | 28 498 136    | 64                  |
| 1846. december 3. | 447 507       | 29 461 381    | 66                  |
| 1849. december 3. | 447 507       | 29 800 063    | 67                  |
| 1852. december 3. | 447 507       | 30 492 792    | 68                  |
| 1855. december 3. | 492 621       | 32 721 344    | 66                  |
| 1858. december 3. | 492 621       | 33 542 352    | 68                  |
| 1861. december 3. | 492 621       | 34 670 277    | 70                  |
| 1864. december 3. | 492 621       | 35 886 302    | 73                  |
| 1867. december 3. | 510 628       | 37 512 005    | 73                  |

## Német Birodalom

A Német Birodalom a császárság korában (1871–1918)

A Német Birodalom a két világháború között(1919–1937)

A Német Császárságban 1871-ben, majd 1875 és 1910 között minden ötödik évben tartottak népszámlálást. Ezt követően rendszertelen időközökben számoltak. Az első világháború alatt 1916-ban és 1917-ben a jegyrendszer adminisztrációja miatt összeírták ugyan a népességet, de ezek nem voltak rendes értelemben vett népszámlálások. A háború után 1919-ben, 1925-ben és 1933-ban tartottak népszámlálást; utóbbit a gazdasági világválság miatt csak késve tudták végrehajtani. 1871 és 1919 között a lakhelyen jelenlevőket írták össze, 1925-től pedig az állandó lakóhellyel rendelkezőket.
Az 1937-re elrendelt népszámlálásra csak 1939-ben került sor. Mintegy 750 000 kérdezőbiztos kereste fel kérdőívekkel a lényegesen megnagyobbodott birodalom 22 millió háztartását. A kérdőívek a nemzetiszocializmus és antiszemitizmus jegyében a nürnbergi törvények szellemében rasszista kritériumokat is tartalmaztak. A népszámlálás Németországban - az úgynevezett Óbirodalomban (Altreich) - illetve az előző évben annektált Ausztriában és Szudétavidéken körülbelül nyolcvanmillió főt érintett.   
A második világháború után a szovjet megszállási övezetben 1945. december 1-jén, a francia megszállási övezetben 1946. január 26-án tartottak népszámlálást, majd 1946. október 29-én mind a négy megszállási övezetben a megszálló hatalmak felügyelete alatt. 
A Német Birodalom területe és népessége az egyes időpontokban: 
| Dátum             | Terület (km²) | Lakosság (fő) | Népsűrűség (fő/km²) |
| ----------------- | ------------- | ------------- | ------------------- |
| 1871. december 1. | 541 561       | 41 058 792    | 76                  |
| 1875. december 1. | 539 829       | 42 727 360    | 79                  |
| 1880. december 1. | 540 522       | 45 234 061    | 84                  |
| 1885. december 1. | 540 597       | 46 855 704    | 87                  |
| 1890. december 1. | 540 504       | 49 428 470    | 91                  |
| 1895. december 2. | 540 658       | 52 279 901    | 97                  |
| 1900. december 1. | 540 743       | 56 367 178    | 104                 |
| 1905. december 1. | 540 778       | 60 641 489    | 112                 |
| 1910. december 1. | 540 858       | 64 925 993    | 120                 |
| 1916. december 1. | 540 858       | 62 272 185    | 115                 |
| 1917. december 5. | 540 858       | 62 615 275    | 116                 |
| 1919. október 8.  | 474 304       | 60 898 584    | 128                 |
| 1925. június 16.  | 468 718       | 62 410 619    | 133                 |
| 1933. június 16.  | 468 787       | 65 362 115    | 139                 |
| 1939. május 17.   | 583 370       | 79 375 281    | 136                 |
| 1946. október 29. | 353 460       | 65 137 274    | 184                 |

## Német Demokratikus Köztársaság
A Német Demokratikus Köztársaságban hattól tizennégy évig terjedő időközökben összesen négy népszámlálásra került sor. Az 1991-re tervezett népszámlálást a német újraegyesítés miatt már nem tartották meg.
Az NDK területe és népessége, Kelet-Berlinnel együtt:
| Dátum               | Terület (km²) | Lakosság (fő) | Népsűrűség (fő/km²) |
| ------------------- | ------------- | ------------- | ------------------- |
| 1950. augusztus 31. | 107 862       | 18 388 172    | 170                 |
| 1964. december 31.  | 108 304       | 17 003 655    | 157                 |
| 1971. január 1.     | 108 178       | 17 068 318    | 158                 |
| 1981 december 31.   | 108 333       | 16 705 635    | 154                 |

## Német Szövetségi Köztársaság
A Német Szövetségi Köztársaságban 1970-ig öttől kilenc évig terjedő időközökben tartottak népszámlálást. 1956-ban az épületek és lakások összeírása során az állandó lakhellyel rendelkezőket is megszámolták („kis népszámlálás”). Az eredetileg 1981. május 20-ára tervezett népszámlálást pénzügyi okok miatt 1983. április 27-ére halasztották, ezt a határidőt azonban a Szövetségi Alkotmánybíróság döntése miatt nem tudták tartani. A módosított számlálásra 1987. május 25-én került sor. A következő népszámlálást a Német Demokratikus Köztársasággal együtt tervezték végrehajtani, de az 1991-re kitűzött időpont előtt megtörténe a német újraegyesítés.

A Német Szövetségi Köztársaság területe és népessége az egyes időpontokban: 
| Dátum                | Terület (km²) | Lakosság (fő) | Népsűrűség (fő/km²) |
| -------------------- | ------------- | ------------- | ------------------- |
| 1950. szeptember 13. | 245 770       | 49 842 624    | 203                 |
| 1956. szeptember 25. | 245 860       | 52 195 100    | 212                 |
| 1961. június 6.      | 248 456       | 56 174 826    | 226                 |
| 1970. május 27.      | 248 469       | 60 650 584    | 244                 |
| 1987. május 25.      | 248 626       | 61 077 042    | 246                 |
| 2001. december 5.    | 357 023       | 79 285 218    | 222                 |
| 2011. május 9.       | 357 112       | 80 219 695    | 225                 |

## Fordítás
Ez a szócikk részben vagy egészben a Liste der Volkszählungen in Deutschland című német Wikipédia-szócikk ezen változatának fordításán alapul.  Az eredeti cikk szerkesztőit annak laptörténete sorolja fel. Ez a jelzés csupán a megfogalmazás eredetét és a szerzői jogokat jelzi, nem szolgál a cikkben szereplő információk forrásmegjelöléseként.

## A német cikk forrásai
- Statistisches Jahrbuch für das Deutsche Reich. Kaiserliches Statistisches Amt. 1880–1918.
- Statistisches Jahrbuch für das Deutsche Reich. Statistisches Reichsamt. 1919–1941/42
- Statistisches Jahrbuch für die Bundesrepublik Deutschland. Statistisches Reichsamt. 1952–
- Statistisches Jahrbuch der Deutschen Demokratischen Republik. Staatliche Zentralverwaltung für Statistik. 1955–1989